# Maserati Indy
Maserati Indy — 4-місний спортивний автомобіль італійської компанії Maserati, що випускались впродовж 1969–1975 років. Презентація відбулась на Автосалоні 68' в Турині з кузовом дизайну Альфредо Віґнале. Остання модель Мазераті перед її купівлею компанією Citroën. Названа на честь перемог машин Maserati у гонках Indianapolis 500 1939 і 1940 років.

## Історія

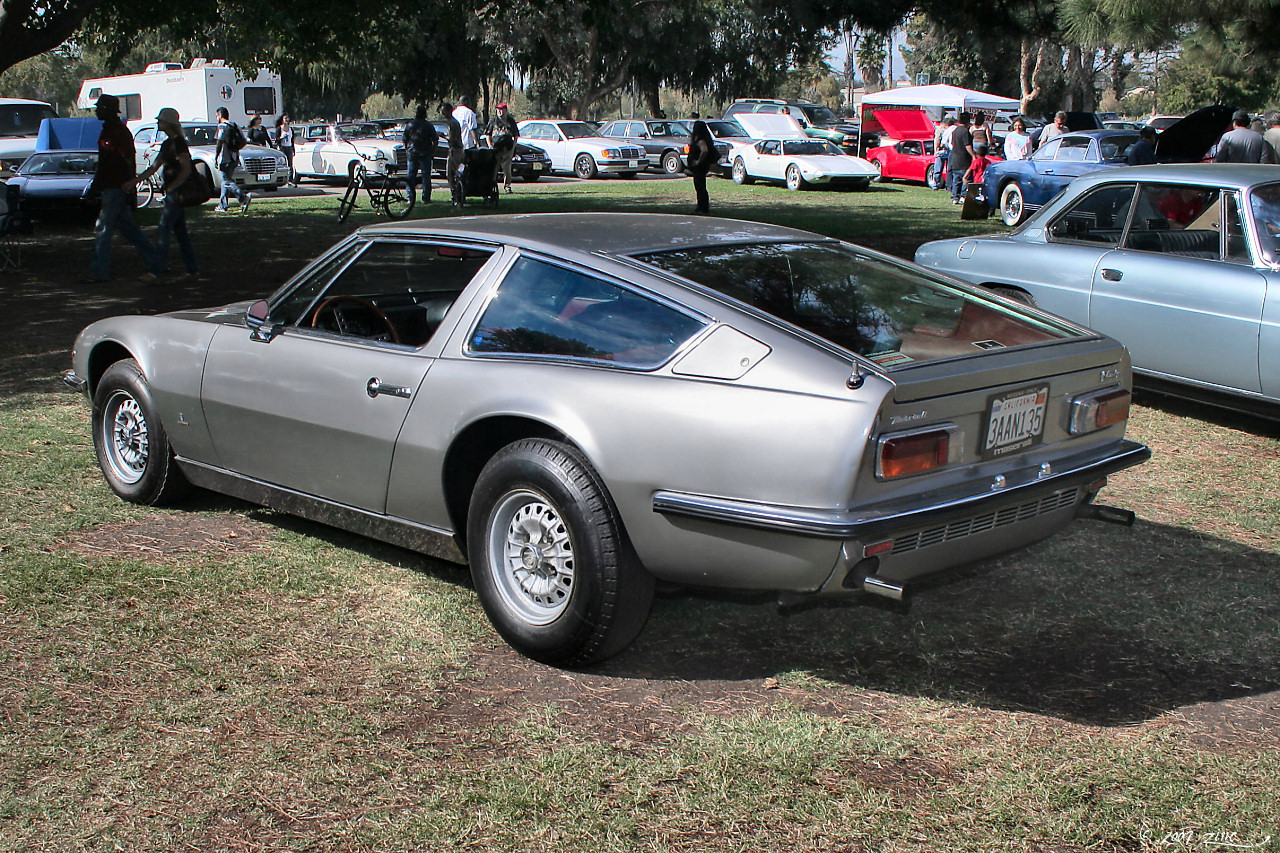
Maserati Indy 1973

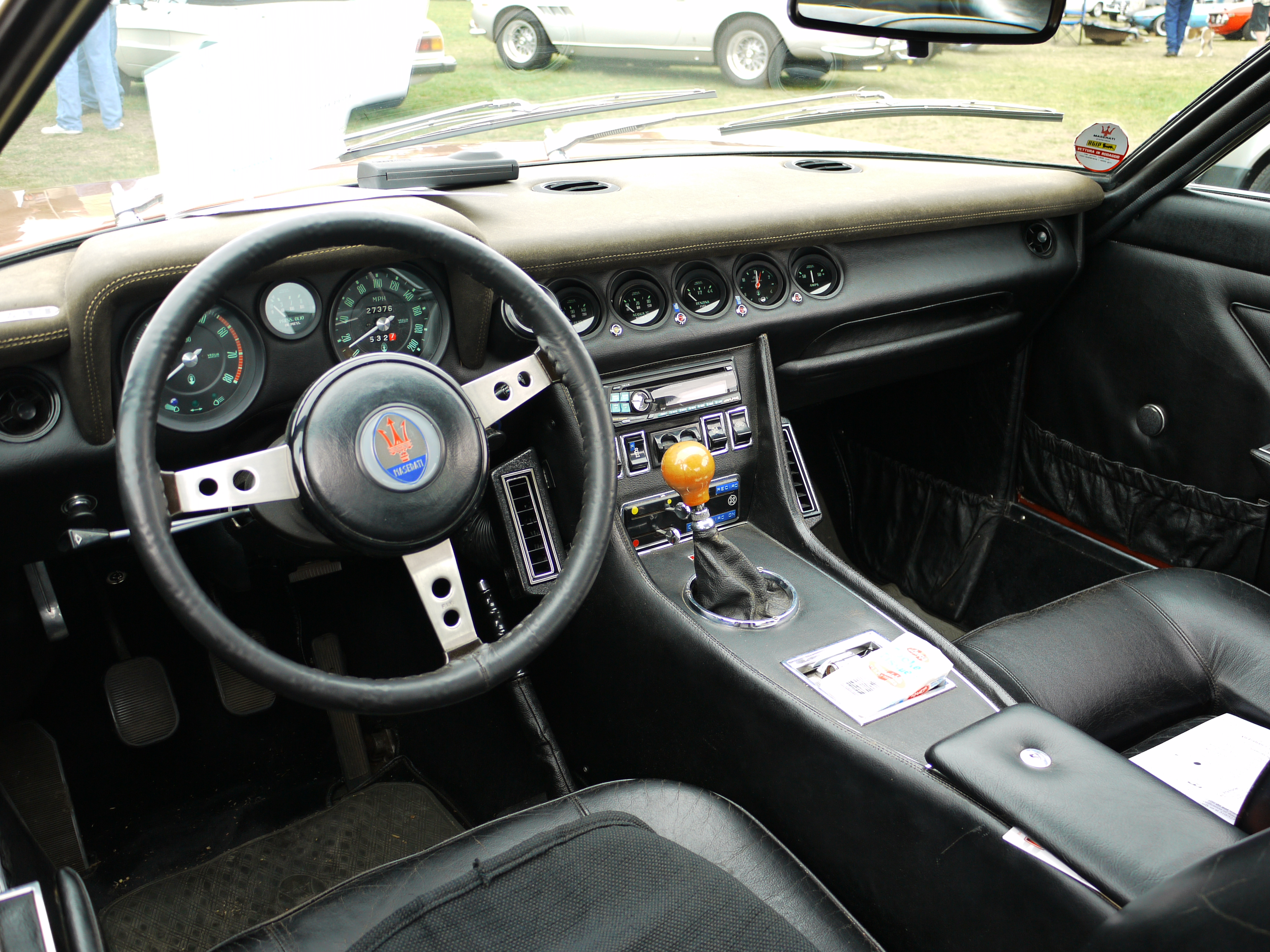

Серійний автомобіль презентували на Женевському автосалоні 1969. Новинкою Indy був 4-місний аеродинамічний несучий кузов. Ходова частина із збільшеною на 50 мм колісною базою (2600 мм) базувалась на моделі Maserati Ghibli і її багато фахівців вважали застарілою, зокрема конструкцію заднього ведучого мосту.
На модель встановлювали V8-мотори:
- 1968–1971 Maserati Indy 4200: 4200 см³, 260 к.с.
- 1971–1973 Maserati Indy 4700: 4700 см³, 290 к.с.
- 1972–1975 Maserati Indy 4900: 4900 см³, 320 к.с.

З останнім 4,7 л мотором Maserati Indy отримала кращі ходові властивості за дорожчу модель Maserati Ghibli, після припинення виробництва якого встановили мотор у 4,9 л. Мотори доповнювали 5-ступінчаста коробка передач ZF Friedrichshafen AG чи як додаткова опція 3-ступінчаста автоматична Borg-Warner.
Видання "Auto motor und sport" провело влітку 1970 тестування моделі Indy, яка показала максимальну швидкість 247 км/год, прискорення 0-100 км/год за 8,2 сек. Показники були дещо кращими за Ferrari 365 GT 2+2.
Maserati Indy спочатку виробляли паралельно з моделями Maserati Mexico, Maserati Ghibli, Maserati Mistral. Це деякою мірою негативно вплинуло на продажі Indy, який продукували дещо довше за них. У цей період почали випускати моделі Maserati Bora, Maserati Merak з центральним розміщенням мотора. Упродовж 7 років Indy виготовляли без ґрунтовної перебудови конструкції кузова, виготовивши 1104 екземплярів. Це робить її однією з найуспішніших моделей компанії Maserati.